# Johannes Eder
Johannes Eder (* 19. Oktober 1979 in Oberndorf bei Salzburg) ist ein ehemaliger österreichischer Skilangläufer. 
Er bestritt 1998 sein erstes Weltcuprennen. Bei der Winter-Universiade 2001 gewann er über 10 km im klassischen Stil die Bronzemedaille. 2004 konnte er ein FIS-Rennen gewinnen. Bei den Weltmeisterschaften 2005 erreichte er im Team-Sprint den elften Platz. 2006 nahm er an den Olympischen Spielen in Turin und 2007 an den Weltmeisterschaften teil, wo er mit Rang vier über 15 km Freistil sein bestes Einzelergebnis erreichte.
Im April 2007 wurden Eder und seine Landsmänner Jürgen Pinter, Martin Tauber und Roland Diethart aber vom IOC wegen Dopings auf Lebenszeit von Olympischen Spielen ausgeschlossen. Der ÖSV sperrte Eder für ein Jahr, die FIS sprach eine Sperre von zwei Jahren aus und alle Ergebnisse von Turin 2006 und der WM 2007 wurden gestrichen.